# DMTN
DMTN (anteriormente Dalmatian; 달마시안) é uma boy band sul-coreana de seis membros, formado e gerido pela Monkey Funch Entertainment, que também gerencia MC Mong. O grupo é composto por Inati, Dari, Simon, Youngwon, Jisu, e Daniel. "Dalmatian" divulgou um teaser de 30 segundos de vídeo de música de seu primeiro single digital em 25 de agosto de 2010. Ele foi seguido pela música e versão completa do vídeo em 1 de setembro, e o grupo estreou oficialmente no dia seguinte no programa musical M! Countdown.  Em 7 de maio de 2012, "Dalmatian" anunciou que o membro “Day Day” havia saido do grupo por motivos pessoais, e que Simon iria substitui-lo.
 Em 2012 o grupo mudou para a gravadora Two Walks Entertainment, e em 2013 foi anunciado que, com a mudança de gravadora, o grupo mudou de nome para DMTN.

## História

### Pré-estréia
Todos os seis membros do grupo tiveram experiências anteriores ao debut. O líder, Inati, já trabalhou como modelo e desfilou para grandes nomes como SK Sky, McDonalds e LG070.Ele também foi um membro do "People Crew" com MC Mong. Os membros Dari e Jeesu foram destaque em albuns e concertos realizados pelo MC Mong. Dari foi apresentada no quarto e quinto album de MC Mong, bem como o seu concerto de 2009 "Mind Variety", juntamente com Jeesu. Day Day teve experiência anterior de ser um treinador de rap para JYP Entertainment, bem como outras empresas. Wonder Girls 'Hye Rim ainda twittou sobre o debut de Dalmatian dizendo: "WOW! Meu professor de rap (Day Day) "estreou [.....] Dalmatian! Parabéns! ......" Os internautas também descobriram o passado de Daniel revelando vídeos da pré estréia que ele havia feito com Beast/B2ST chamado "How to Seduce Mr. Daniel."

### EstréiaFirst mini-album&State Of Emergencycomeback
O grupo Dalmatian foi mencionado no final de dezembro de 2009. No entanto, nada mais foi ouvido até o lançamento de seu primeiro teaser em 25 de agosto de 2010, através de Mnet e outros sites de portal online. Um representante da Funch Monkey declarou: "As pegadas deixadas pelo homem no teaser representam pegadas de dálmatas. Isso significa que Dalmatian vai entrar no mundo da música e deixar sua marca." O vídeo da música foi dirigido por Joo Hyun Soo, que já trabalhou com grupos ídolos, tais como Girls 'Generation, Shinee, cantor e Seo In-Young. Kim Do Hoon e MC Mong compôs a letra de "Round 1". Dalmatian lançou seu single digital, "Round 1", em sites de portal de música em 01 de setembro de 2010. No dia seguinte, eles fizeram sua estréia oficial na Mnet da M! Contagem Regressiva e apresentaram seu single.
Em 14 de fevereiro de 2011, Dalmatian lançou seu primeiro mini-álbum, com duas faixas-título; Lover Cop e 그 남자 는 반대 (That Man Oposta). Na sequência do lançamento do álbum, os clipes de ambas as faixas foram lançadas em 15 de fevereiro de 2011. Embora promovam ambas as faixas como a faixa-título , Lover Cop Amante só foi promovida uma vez em transmissão para seu retorno, enquanto que para promoções regulares, eles promoveram 그 남자 는 반대 (That Man Oposta). Midway através de promoções, Dalmatian lançou um remix especial de 그 남자 는 반대 (That Man Oposta) e começou promoções para o remix em 4 de abril de 2011. Imediatamente após termino promoções, o membro Dari se alistou no exército em 25 de abril de 2011 . Na sequência do alistamento Dari, Dalmatian continuou promovendo como um grupo de cinco membros com os membros remanescentes, Inati, Dia Dia, Donglim, Jeesu e Daniel.
Foi anunciado que Dalmatian lançaria seu mini-álbum, "State Of Emergency", em 15 de maio de 2012. Eles também poderiam estar fazendo seu retorno depois de estar em hiato de 15 meses. Na sequência da notícia de seu retorno, foi revelado que o membro Dia Dia havia deixado o grupo por motivos pessoais, e o membro Simon seria reunir o grupo depois de deixar o grupo em 2010, pouco antes do grupo estreou. Isto resultou na formação de Dalmatian consistir em Inati, Simon, Donglim, Jeesu e Daniel.  Eles fizeram sua volta aos palcos em 16 de maio de 2012, sobre Inkigayo da SBS, apresentando o single "ER". Durante a segunda metade de 2012, membro o Simon preenchido para apresentações solo com NS Yoon-G para "If You Love Me" (cobertura para Jay Park), e Eru para "I Hate You" (cobertura para Junhyung do B2ST).
Durante o hiato de Dalmatian, foi revelado que seus contratos com IS Entermedia Grupo tinha expirado e que optou por não demitir seus contratos. Após a licença, o grupo assinou com 2works Entretenimento em novembro de 2012. Após o anúncio de seus contratos, 2works Entertainment também anunciou que Dmtn estava se preparando para um retorno com um conjunto de mini-álbum para o início de 2013. 

### 2013: Mudança de nome,Safety Zonecomeback, e escândalo de drogas de Daniel
Em 2013, mudaram o nome do grupo de Dalmatian para DMTN (Desire. Motivation. Timing. Now), também derivado como uma abreviação para o nome do grupo anterior, Dalmatian. Sua agência explicou a decisão de mudança de nome, comentando: "É inédito para um grupo que está promovendo e mudar seu nome. No entanto, foi uma decisão que foi tomada depois de pensar muito para dar ao largo uma imagem diferente e mais madura do que o Dalmatian. " Em 21 de janeiro de 2013, DMTN lançou um teaser de foto e vídeo para seu próximo retorno. Após o lançamento de vários teasers individuais, o grupo fez seu primeiro retorno como DMTN com o lançamento de seu videoclipe para a música "Safety Zone "em 28 de janeiro de 2013. Após o lançamento do single, DMTN começou as promoções regulares em MNet's M! Countdown em 31 de janeiro de 2013. Durante promoções, DMTN lançou seu site oficial e ao mesmo tempo liberou mais fotos promocionais para "Safety Zone".
Em 08 de março de 2013, um mandado de prisão foi movida contra o membro Daniel pela polícia. Daniel estava sob suspeita de vender e usar maconha. No mesmo dia, Daniel admitido para ajudar na distribuição de marijuana; No entanto, ele e sua agência de ambos confirmou que Daniel não utilizou fisicamente ou vendeu maconha. No entanto, agora foi revelado que ele "agiu como intermediária na venda de maconha 12 vezes e vendeu maconha 4 vezes. e foi condenado a 1 ano de prisão e multado em 7.160.000 KRW. Mais tarde, o juiz Kim Joo Hyun da o Tribunal Superior de Seul mudou um ano pena de prisão de Daniel a três anos  liberdade condicional. Ele disse durante o julgamento: "Porque a irmã de Daniel prometeu supervisionar o réu e Daniel cooperou com a investigação, eu ter julgado a seu favor." Além de seu liberdade condicional, Daniel terá que fazer 120 horas de serviço comunitário e 80 horas de abuso de substâncias reabilitação. Depois de seu escândalo de maconha, Daniel, desde então, desceu de sua posição MC em Pops de Arirang TV em Seul.
À luz do escândalo e julgamento de Daniel, 2Works Entretenimento decidiu colocar o grupo em um hiato desde 2013. 2Works Entretenimento comentou que "Por enquanto, é difícil tomar qualquer decisão até o julgamento de Daniel acabou. Os membros actualmente a realizar actividades continuarão com eles ".  Além disso, a empresa negou rumores de Daniel, deixando o grupo, ou o grupo irá continuar sem ele, esclarecendo que "nós nunca tivemos pensado sobre as atividades do grupo sem Danny."

### 2014-presente & membros solos
Atualmente, todos os membros que desenvolvem actividades individuais e juros. Simon está produzindo sob o nome Jakops. Dia Dia está aparecendo no Show de MNet Me the Money 4 como um concorrente com o seu nome de nascimento, David Kim. Donglim está actualmente a seguir uma carreira solo subterrâneo sob o nome Trap, enquanto Jeesu também está a seguir uma carreira de dança solo sob o nome KIXS. Dari também vem lançando material solo independente também. Embora Daniel não divulgou qualquer material solo desde seu escândalo de maconha, que tem sido conhecido ele tem continuado a trabalhar em sua música. Enquanto os outros membros exercício das actividades musicais individuais, o líder Inati tem prosseguido uma carreira de ator, ao mesmo tempo, abrir seu próprio pub. DMTN  se encontra em Hiatus sem previsão de retorno.
| Nome Artístico | Nome Artístico | Nome de Nascimento | Nome de Nascimento | Data de Nascimento     | Posição no grupo                       |
| Romanizado     | Hangul         | Romanizado         | Hangul             | Data de Nascimento     | Posição no grupo                       |
| -------------- | -------------- | ------------------ | ------------------ | ---------------------- | -------------------------------------- |
| Inati          | 이나티         | Jang In Tae        | 장인태             | 6 de março de 1981     | Lider, Vocalista, Rapper Líder         |
| Day Day        | 데이데이       | Kim Dayit          | 김데이빗           | 20 de setembro de 1983 | Rapper Principal                       |
| Dari           | 다리           | Lee Da Ri          | 이다리             | 4 de julho de 1984     | Rapper Principal                       |
| Simon          | 사이먼         | Park Jun Ho        | 박준호             | 29 de maio de 1986     | Vocalista, Dançarino principal, Rapper |
| Young Won      | 영원           | Lee Dong Rim       | 이동림             | 1 de abril de 1990     | Vocalista, Dançarino principal         |
| Jisu           | 지수           | Park Ji Su         | 박지수             | 28 de junho de 1990    | Vocalista Principal                    |
| Daniel         | 다니엘         | Chae Daniel        | 최다니엘           | 31 de março de 1991    | Vocalista Principal, Maknae            |

## Discografia

### Mini álbuns
| Information                                                                       | Tracklisting | Peak chart position | Sales          |
| Information                                                                       | Tracklisting | KOR                 | Sales          |
| --------------------------------------------------------------------------------- | --- | ------------------- | -------------- |
| "Dalmatian: 1st Mini Album" - Released: 14 de Fevereiro de 2011 - Idioma: Coreano | 1. "Lover Cop" 2. "그 남자는 반대 (The Man Opposed)" 3. "Lost in Love" 4. "Really Really" featuring 소현 (Sohyun) 5. "Real Eyes" 6. "Home Run" 7. "Round 1" (Bonus Track) | 22                  | - KOR: 10,000+ |
| "State of Emergency" - Released: 16 de Maio de 2012 - Idioma: Coreano             | 1. "E.R" 2. "차 안에서 (Drive)" 3. "Hurt Me" 4. "Still by Ur Side" 5. "E.R (instrumental)"                                                                                | 9                   | - KOR: 4,905+  |

## Singles
| 2010                                                                         | "Round 1"                                   | 107 | Dalmatian: 1st Mini Album |
| 2011                                                                         | "그 남자는 반대 (That Man Opposed)"         | 66  | Dalmatian: 1st Mini Album |
| 2011                                                                         | "Lover Cop"                                 | —   | Dalmatian: 1st Mini Album |
| 2011                                                                         | "그 남자는 반대 (Remix) (That Man Opposed)" | 136 | -                         |
| 2012                                                                         | "E.R"                                       | 59  | State of Emergency        |
| 2013                                                                         | "Safety Zone"                               | 136 | -                         |
| "—" denotes releases that did not chart or were not released in that region. |                                             |     |                           |

## Televisão e filmes
- 2010: Mnet Dalmatian's Manager Goes On Strike
- 2011: KBS Let's Go Dream Team! Season 2 - Episode 68 (Daniel Only)
- 2012: 아이돌 TV (SonbadakTV): 달마시안 Idol TV Dalmatian
- 2012: KBS Let's Go Dream Team! Season 2 - Episode 149 (Simon only)
- 2012: Gurupop Show (All eps) (Daniel only)[MC]
- 2012: Gurupop Show Ep 3- Dalmatian
- 2012-2013: Pops in Seoul (Daniel) [VJ]

## Links
- Monkey Funch Dalmatian Official Artist Page (em coreano)